# Metapenaeopsis vaillanti
Metapenaeopsis vaillanti är en kräftdjursart som först beskrevs av Giuseppe Nobili 1904.  Metapenaeopsis vaillanti ingår i släktet Metapenaeopsis och familjen Penaeidae. Inga underarter finns listade i Catalogue of Life.